# Offenbacher Fußball-Club Kickers 1901 1968-1969
Questa voce raccoglie le informazioni riguardanti l'Offenbacher Fußball-Club Kickers 1901 nelle competizioni ufficiali della stagione 1968-1969.

## Stagione
Nella stagione 1968-1969 il Kickers Offenbach, allenato da Paul Oßwald, concluse il campionato di Bundesliga al 18º posto. In Coppa di Germania il Kickers Offenbach fu eliminato al primo turno dal Bayern Monaco.

## Rosa
| N. |                     | Ruolo | Calciatore                 |
| -- | ------------------- | ----- | -------------------------- |
|    | Germania (bandiera) | P     | Karlheinz Volz             |
|    | Germania (bandiera) | P     | Rudi Wimmer                |
|    | Germania (bandiera) | D     | Ferdinand Heidkamp         |
|    | Germania (bandiera) | D     | Hans Nowak                 |
|    | Germania (bandiera) | D     | Alfred Resenberg           |
|    | Germania (bandiera) | D     | Josef Weilbächer           |
|    | Austria (bandiera)  | C     | Johann Kondert             |
|    | Germania (bandiera) | C     | Dieter Koulmann            |
|    | Germania (bandiera) | C     | Hermann Nuber              |
|    | Germania (bandiera) | C     | Hans-Jürgen Oehlenschläger |

| N. |                     | Ruolo | Calciatore        |
| -- | ------------------- | ----- | ----------------- |
|    | Germania (bandiera) | C     | Heinz Schönberger |
|    | Germania (bandiera) | C     | Roland Weida      |
|    | Germania (bandiera) | C     | Peter Werner      |
|    | Germania (bandiera) | A     | Gerd Becker       |
|    | Germania (bandiera) | A     | Dieter Fern       |
|    | Germania (bandiera) | A     | Hubert Genz       |
|    | Germania (bandiera) | A     | Rudolf Koch       |
|    | Germania (bandiera) | A     | Willi Rodekurth   |
|    | Germania (bandiera) | A     | Egon Schmitt      |
|    | Austria (bandiera)  | A     | Helmut Siber      |

## Organigramma societario
Area tecnica
- Allenatore: Paul Oßwald
- Allenatore in seconda:
- Preparatore dei portieri:
- Preparatori atletici:

## Calciomercato

### Sessione estiva
| Acquisti | Acquisti          | Acquisti         | Acquisti |
| R.       | Nome              | da               | Modalità |
| -------- | ----------------- | ---------------- | -------- |
| C        | Dieter Koulmann   | Bayern Monaco    |          |
| D        | Hans Nowak        | Bayern Monaco    |          |
| C        | Heinz Schönberger | VfB Heringen     |          |
| A        | Helmut Siber      | Wacker Innsbruck |          |
| C        | Peter Werner      | Bayern Monaco    |          |

| Cessioni | Cessioni             | Cessioni           | Cessioni |
| R.       | Nome                 | a                  | Modalità |
| -------- | -------------------- | ------------------ | -------- |
| P        | Wolfgang Mühlschwein | Darmstadt          |          |
| C        | Dieter Stangel       | Darmstadt          |          |
| A        | Lothar Weschke       | Fortuna Düsseldorf |          |
| A        | Ernst Winterhalder   | Schwaben Augusta   |          |

## Risultati

### Bundesliga

#### Girone di andata
| Arbitro: | Fritz |

|                       |           |            |
| Overath 37’ Flohe 68’ | Marcatori | 75’ Becker |

| Arbitro: | Eschweiler |

|                         |           |             |
| Schönberger 5’ Koch 82’ | Marcatori | 75’ Küppers |

| Arbitro: | Schulz |

|           |           |              |
| Nuber 87’ | Marcatori | 52’ Claessen |

| Arbitro: | Hager |

|                                     |           |           |
| Vogts 7’ Laumen 12’, 53’ Köppel 28’ | Marcatori | 62’ Nuber |

| Arbitro: | Voß |

|          |           |             |
| Fern 84’ | Marcatori | 51’ Skoblar |

| Arbitro: | Malka |

|                              |           |             |
| Windhausen 23’ Kentschke 82’ | Marcatori | 90’ Schmitt |

| Arbitro: | Horstmann |

|                     |           |                                   |
| Nuber 87’ Weida 88’ | Marcatori | 17’ Fischer 61’ Zeiser 90’ Schütz |

| Arbitro: | Krumnack |

|                                |           |  |
| Seeler 44’ Schulz 51’ Fock 75’ | Marcatori |  |

| Arbitro: | Linn |

|           |           |  |
| Siber 42’ | Marcatori |  |

| Arbitro: | Weyland |

|              |           |  |
| Krafczyk 14’ | Marcatori |  |

| Arbitro: | Ott |

|                                           |           |               |
| Weida 30’ Nuber 52’ Kondert 55’ Siber 72’ | Marcatori | 34’, 90’ Lotz |

| Arbitro: | Ohmsen |

|                     |           |           |
| Gecks 21’ Budde 80’ | Marcatori | 79’ Nuber |

| Arbitro: | Niemeyer |

|  |           |          |
|  | Marcatori | 86’ Weiß |

| Arbitro: | Schäfer |

|           |           |  |
| Gress 87’ | Marcatori |  |

| Offenbach am Main 16 novembre 1968, ore 15:30 CET 15ª giornata | Kickers Offenbach | 0 – 0 referto | Bayern Monaco | Stadion am Bieberer Berg (30 000 spett.)\| Arbitro: \| Picker \| |
| Arbitro:                                                       | Picker            |               |               |                                                                  |

| Arbitro: | Hennig |

|                        |           |  |
| Rupp 19’ Danielsen 83’ | Marcatori |  |

| Arbitro: | Schulenburg |

|                                                |           |                                    |
| Weida 47’, 54’ Koulmann 58’ (rig.), 73’ (rig.) | Marcatori | 9’ Lehmann 15’ Neuberger 84’ Wosab |

#### Girone di ritorno
| Arbitro: | Biwersi |

|                            |           |            |
| Becker 8’ Schmitt 19’, 88’ | Marcatori | 49’ Hermes |

| Arbitro: | Herden |

|                        |           |                      |
| Zaczyk 21’ Čebinac 43’ | Marcatori | 4’ Siber 26’ Schmitt |

| Arbitro: | Fritz |

|              |           |                       |
| Pawellek 37’ | Marcatori | 27’ Siber 32’ Schmitt |

| Arbitro: | Ott |

|             |           |  |
| Schmitt 84’ | Marcatori |  |

| Arbitro: | Bonacker |

|                          |           |                        |
| Heynckes 40’ Skoblar 69’ | Marcatori | 28’ Weida 76’ Koulmann |

| Arbitro: | Eschweiler |

|                                  |           |               |
| Becker 15’, 88’ Schmitt 48’, 63’ | Marcatori | 87’ Friedrich |

| Arbitro: | Hennig |

|                      |           |  |
| Heiß 43’ Schmidt 62’ | Marcatori |  |

| Arbitro: | Fritz |

|             |           |            |
| Schmitt 17’ | Marcatori | 12’ Seeler |

| Arbitro: | Redelfs |

|                                |           |  |
| van Haaren 52’ Neuser 57’, 61’ | Marcatori |  |

| Arbitro: | Siepe |

|           |           |  |
| Weida 41’ | Marcatori |  |

| Arbitro: | Deuschel |

|                                         |           |                                |
| Hölzenbein 34’ Nickel 53’ Grabowski 67’ | Marcatori | 36’ (aut.) Huberts 80’ Schmitt |

| Offenbach am Main 19 aprile 1969, ore 15:30 CET 29ª giornata | Kickers Offenbach | 0 – 0 referto | Duisburg | Stadion am Bieberer Berg (13 000 spett.)\| Arbitro: \| Schulenburg \| |
| Arbitro:                                                     | Schulenburg       |               |          |                                                                       |

| Arbitro: | Fritz |

|                      |           |                  |
| Berg 33’ Polywka 78’ | Marcatori | 37’, 62’ Kondert |

| Arbitro: | Hennig |

|                     |           |             |
| Weilbächer 35’, 67’ | Marcatori | 17’ Larsson |

| Arbitro: | Hillebrand |

|                                                    |           |               |
| Müller 3’, 24’, 38’ Beckenbauer 19’ Brenninger 86’ | Marcatori | 45’ Resenberg |

| Arbitro: | Eschweiler |

|  |           |                           |
|  | Marcatori | 10’ Ferner 39’, 62’ Görts |

| Arbitro: | Ott |

|                                     |           |  |
| Trimhold 9’ Weist 38’ Neuberger 52’ | Marcatori |  |

### Coppa di Germania
| Monaco di Baviera 5 febbraio 1969, ore CET Primo turno | Bayern Monaco | 0 – 0 (d.t.s.) referto | Kickers Offenbach | Stadion an der Grünwalder Straße (12 000 spett.)\| Arbitro: \| Kindervater \| |
| Arbitro:                                               | Kindervater   |                        |                   |                                                                               |

| Arbitro: | Linn |

|  |           |            |
|  | Marcatori | 51’ Müller |

## Statistiche

### Statistiche di squadra
| Competizione      | Punti | In casa | In casa | In casa | In casa | In casa | In casa | In trasferta | In trasferta | In trasferta | In trasferta | In trasferta | In trasferta | Totale | Totale | Totale | Totale | Totale | Totale | DR  |
| Competizione      | Punti | G       | V       | N       | P       | Gf      | Gs      | G            | V            | N            | P            | Gf           | Gs           | G      | V      | N      | P      | Gf     | Gs     | DR  |
| ----------------- | ----- | ------- | ------- | ------- | ------- | ------- | ------- | ------------ | ------------ | ------------ | ------------ | ------------ | ------------ | ------ | ------ | ------ | ------ | ------ | ------ | --- |
| Bundesliga        | 28    | 17      | 9       | 5       | 3       | 27      | 19      | 17           | 1            | 3            | 13           | 15           | 40           | 34     | 10     | 8      | 16     | 42     | 59     | -17 |
| Coppa di Germania | -     | 1       | 0       | 0       | 1       | 0       | 1       | 1            | 0            | 1            | 0            | 0            | 0            | 2      | 0      | 1      | 1      | 0      | 1      | -1  |
| Totale            | 28    | 18      | 9       | 5       | 4       | 27      | 20      | 18           | 1            | 4            | 13           | 15           | 40           | 36     | 10     | 9      | 17     | 42     | 60     | -18 |

### Andamento in campionato
| Giornata  | 1  | 2 | 3  | 4  | 5  | 6  | 7  | 8  | 9  | 10 | 11 | 12 | 13 | 14 | 15 | 16 | 17 | 18 | 19 | 20 | 21 | 22 | 23 | 24 | 25 | 26 | 27 | 28 | 29 | 30 | 31 | 32 | 33 | 34 |
| --------- | -- | - | -- | -- | -- | -- | -- | -- | -- | -- | -- | -- | -- | -- | -- | -- | -- | -- | -- | -- | -- | -- | -- | -- | -- | -- | -- | -- | -- | -- | -- | -- | -- | -- |
| Luogo     | T  | C | C  | T  | C  | T  | C  | T  | C  | T  | C  | T  | C  | T  | C  | T  | C  | C  | T  | T  | C  | T  | C  | T  | C  | T  | C  | T  | C  | T  | C  | T  | C  | T  |
| Risultato | P  | V | N  | P  | N  | P  | P  | P  | V  | P  | V  | P  | P  | P  | N  | P  | V  | V  | N  | V  | V  | N  | V  | P  | N  | P  | V  | P  | N  | N  | V  | P  | P  | P  |
| Posizione | 12 | 7 | 10 | 13 | 12 | 15 | 18 | 18 | 18 | 18 | 18 | 18 | 18 | 18 | 18 | 18 | 18 | 17 | 17 | 15 | 14 | 13 | 9  | 12 | 13 | 17 | 15 | 17 | 17 | 16 | 14 | 17 | 18 | 18 |

Legenda:

Luogo: C = Casa; T = Trasferta. Risultato: V = Vittoria; N = Pareggio; P = Sconfitta.

### Statistiche dei giocatori
| Giocatore         | Bundesliga | Bundesliga | Bundesliga  | Bundesliga | Coppa di Germania | Coppa di Germania | Coppa di Germania | Coppa di Germania | Totale   | Totale | Totale      | Totale     |
| Giocatore         | Presenze   | Reti       | Ammonizioni | Espulsioni | Presenze          | Reti              | Ammonizioni       | Espulsioni        | Presenze | Reti   | Ammonizioni | Espulsioni |
| ----------------- | ---------- | ---------- | ----------- | ---------- | ----------------- | ----------------- | ----------------- | ----------------- | -------- | ------ | ----------- | ---------- |
| G. Becker         | 27         | 4          | 0           | 0          | 2                 | 0                 | 0                 | 0                 | 29       | 4      | 0           | 0          |
| D. Fern           | 18         | 1          | 0           | 0          | 0                 | 0                 | 0                 | 0                 | 18       | 1      | 0           | 0          |
| H. Genz           | 0          | 0          | 0           | 0          | 0                 | 0                 | 0                 | 0                 | 0        | 0      | 0           | 0          |
| F. Heidkamp       | 31         | 0          | 0           | 1          | 2                 | 0                 | 0                 | 0                 | 33       | 0      | 0           | 1          |
| R. Koch           | 21         | 1          | 0           | 0          | 0                 | 0                 | 0                 | 0                 | 21       | 1      | 0           | 0          |
| J. Kondert        | 25         | 3          | 0           | 0          | 2                 | 0                 | 0                 | 0                 | 27       | 3      | 0           | 0          |
| D. Koulmann       | 22         | 3          | 0           | 0          | 2                 | 0                 | 0                 | 0                 | 24       | 3      | 0           | 0          |
| H. Nowak          | 12         | 0          | 0           | 0          | 0                 | 0                 | 0                 | 0                 | 12       | 0      | 0           | 0          |
| H. Nuber          | 34         | 5          | 0           | 0          | 2                 | 0                 | 0                 | 0                 | 36       | 5      | 0           | 0          |
| H. Oehlenschläger | 11         | 0          | 0           | 0          | 0                 | 0                 | 0                 | 0                 | 11       | 0      | 0           | 0          |
| A. Resenberg      | 32         | 1          | 0           | 0          | 2                 | 0                 | 0                 | 0                 | 34       | 1      | 0           | 0          |
| W. Rodekurth      | 15         | 0          | 0           | 1          | 0                 | 0                 | 0                 | 0                 | 15       | 0      | 0           | 1          |
| E. Schmitt        | 29         | 10         | 0           | 0          | 2                 | 0                 | 0                 | 0                 | 31       | 10     | 0           | 0          |
| H. Schönberger    | 14         | 1          | 0           | 0          | 1                 | 0                 | 0                 | 0                 | 15       | 1      | 0           | 0          |
| H. Siber          | 31         | 4          | 0           | 1          | 2                 | 0                 | 0                 | 0                 | 33       | 4      | 0           | 1          |
| K. Volz           | 0          | 0          | 0           | 0          | 0                 | 0                 | 0                 | 0                 | 0        | 0      | 0           | 0          |
| R. Weida          | 29         | 6          | 0           | 0          | 2                 | 0                 | 0                 | 0                 | 31       | 6      | 0           | 0          |
| J. Weilbächer     | 34         | 2          | 0           | 0          | 2                 | 0                 | 0                 | 0                 | 36       | 2      | 0           | 0          |
| P. Werner         | 3          | 0          | 0           | 0          | 0                 | 0                 | 0                 | 0                 | 3        | 0      | 0           | 0          |
| R. Wimmer         | 34         | 0          | 0           | 0          | 2                 | 0                 | 0                 | 0                 | 36       | 0      | 0           | 0          |